# خبرگزاری صداوسیما
خبرگزاری صداوسیما که سابقاً واحد مرکزی خبر نامیده می‌شد، خبرگزاری وابسته به سازمان صداوسیمای جمهوری اسلامی ایران است که علاوه بر تهیه، تولید و انتشار اخبار و گزارش‌های خبری در زمینه‌های مختلف، وظیفه تأمین محتوای بخش‌های خبری تمام شبکه‌های رادیویی و تلویزیونی استانی، سراسری و برون مرزی در زمینه‌های سیاسی، اقتصادی، اجتماعی، علمی، فرهنگی، هنری و ورزشی به جز شبکه العالم، شبکه الکوثر، شبکه سحر و پرس تی‌وی را برعهده دارد.

## تغییر نام و ساختار
از ۱۰ اسفند ۱۳۹۳ «واحد مرکزی خبر» با توجه به تغییرات ساختاری و مأموریت‌های جدید، به‌عنوان «خبرگزاری صداوسیما» فعالیت می‌کند.
با انتصاب پیمان جبلی به ریاست سازمان صداوسیما، از اسفند ماه ۱۴۰۰ فرایند ادغام خبرگزاری صداوسیما، شبکه خبر و باشگاه خبرنگاران جوان با پخش همزمان بخش‌های خبری شبکه یک از این شبکه و شبکه خبر آغاز شد.
در راستای فرایند ادغام خبرگزاری صداوسیما و شبکه خبر، بخش‌های خبری شبکه یک به‌طور همزمان از شبکه خبر نیز پخش می‌شوند. از تاریخ ۱۲ اردیبهشت ۱۴۰۲ بخش‌های خبری ورزشی ساعات ۱۲:۴۵ و ۱۷:۴۵ شبکه سه به‌طور همزمان از شبکه خبر نیز پخش می‌شوند.

## برنامه‌های ساخته‌شده
- مستند روح‌الله
- مستند دفاع مقدس
- صرفاً جهت اطلاع
- بالاتر از خبر
- سرزده
- خارج از گود
- بدون تعارف
- حاج قاسم
- کلاکت
- ایران بانو
- پارسی بان
- صف اول
- اینک مقاومت

## بخش‌های خبری

### شبکه یک سیما
- اخبار صبحگاهی، هر روز به‌جز روزهای تعطیل ساعت ۸:۰۰
- اخبار نیمروزی، ساعت ۱۴:۰۰
- اخبار سراسری، ساعت ۲۱:۰۰

### شبکه دو سیما
- اخبار جوانه‌ها، هر روز به‌جز روزهای تعطیل ساعت ۱۶:۰۰
- اخبار ناشنوایان، جمعه‌ها ساعت ۱۴:۱۵
- خبر ۲۰:۳۰، ساعت ۲۰:۳۰

### شبکه سه سیما
- اخبار ورزشی، ساعت ۱۲:۴۵
- اخبار ورزشی، ساعت ۱۷:۴۵
- اخبار شبانگاهی، ساعت ۲۲:۰۰

### شبکه چهار سیما
- اخبار فرهنگی هنری، ساعت ۲۰:۰۰

### شبکه خبر
- اخبار مشروح، ساعت‌های ۸:۰۰، ۱۴:۰۰، ۲۱:۰۰ و ۲۴:۰۰
- اخبار نیمه مشروح، هر یک ساعت از ساعت ۰۱:۰۰ بامداد تا ۱۹:۰۰
- اخبار ورزشی، ساعت‌های ۰۹:۳۰، ۱۲:۴۵ و ۱۷:۴۵
- اخبار اقتصادی، ساعت‌های ۱۱:۳۰ و ۱۸:۱۰
- اخبار رسانه و صداوسیما، ساعت ۱۰:۳۰
- میز اقتصاد، ساعت ۱۵:۰۰
- اخبار علم و فناوری، ساعت ۱۷:۳۰
- اخبار حوزه علمیه، ساعت ۱۹:۱۵
- جهان امروز، ساعت ۱۹:۳۰
- مجله فوتبال، ساعت ۲۰:۳۰
- گفتگوی ویژه خبری، ساعت ۲۲:۰۰

### شبکه قرآن
- اخبار قرآنی، ساعت ۲۳:۰۰

### شبکه تهران
- اخبار استان تهران، ساعت ۱۸:۰۰

### شبکه جهانی جام‌جم
- اخبار جام‌جم ۲ (کانال شرق آسیا و اقیانوسیه)، ساعت ۰۶:۳۰
- اخبار جام‌جم ۳ (کانال آمریکا)، ساعت ۱۳:۳۰
- اخبار جام‌جم ۱ (کانال خاورمیانه و اروپا)، ساعت ۲۱:۳۰

### مراکز استان‌ها
۳۳ مرکز صداوسیمای استانی خبرگزاری صداوسیما علاوه‌بر تولید خبر و گزارش برای پخش از بخش‌های خبری استانی و سراسری، وظیفه تأمین محتوا برای سایت‌های استانی این خبرگزاری و نیز فضای مجازی (پیام‌رسان‌های تلگرام، اینستاگرام، سروش و…) را بر عهده دارند.